# Krone des Königreichs Norwegen

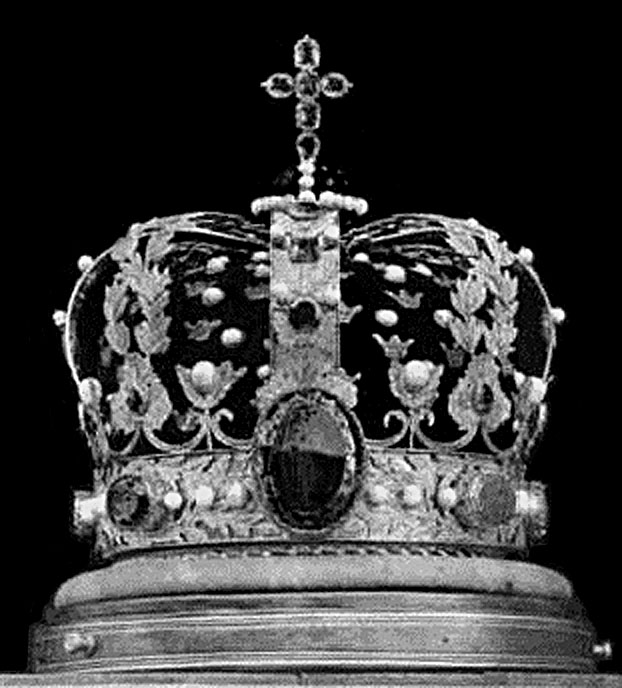
Krone des Königreichs Norwegen, 1881

Die Krone des Königreichs Norwegen wurde für die Krönung König Karl III. Johan 1818 angefertigt und für alle nachfolgenden Krönungen verwendet. Sie gehört zu den norwegischen Kronjuwelen und ist im Erzbischöflichen Palast in Trondheim ausgestellt.

## Beschreibung
Die Krone ist eine Bügelkrone aus 20-karätigem Gold und reich dekoriert. Sie wiegt etwa 1500 Gramm.
Die acht Bügel sind abwechselnd als Bänder mit aufgelegten Eichenblättern aus Gold und als frei geflochtene Lorbeerranken aus Gold gestaltet, letztere ohne weiteren Dekor. Die Bügel mit den Eichenblättern tragen als Eicheln Perlen – acht je Bügel. Weiter tragen sie fünf Amethyste, fünf Turmaline, drei Alexandrite, zwei Chrysoprase, einen Rubin, einen Saphir, einen Smaragd sowie einen Opal. Alle acht Bügel dellen sich zum Scheitel hin leicht ein.
Der Reif der Krone ist mit goldenen Eichenblättern belegt, als Eicheln sitzen in kleinen Abständen wiederum 24 Perlen zwischen den Blättern, jeweils drei in den Feldern zwischen den Bügeln. Am Fuß jeden Bügels ist ein großer Edelstein montiert, drei Amethyste, zwei Chrysoprase, ein Topas und ein Alexandrit, an der Vorderseite als größter Stein ein senkrecht stehender ovaler Turmalin oder Beryll, der 6,3 cm hoch ist. Über dem Reif verläuft eine goldene Girlande mit acht großen Spitzen, die jeweils den Fuß eines Bügels bilden, und acht kleine Spitzen, die die Zwischenräume zwischen den Bügeln füllen. An den kleinen Spitzen rollt sich die Girlande beidseitig volutenhaft zu Blättern auf, die sich an kleine Blütenstängel lehnen. Diese tragen zwei Eichenblätter und in deren Mitte wieder eine Perle als Eichel. Die großen Spitzen sind jeweils aus drei Rebblättern geformt und tragen in der Mitte einen Edelstein.
Am Schnittpunkt der Bügel sitzt ein Globus auf. Seine Oberfläche besteht aus Email, blau mit goldenen Sternen darauf, am „Äquator“ und über die obere Hälfte entlang der Hauptachse verläuft jeweils eine Perlenreihe. Darauf aufgesetzt ist ein Kreuz aus sechs Amethysten.
Die Kronenhaube ist aus rotem Samt gearbeitet und mit 48 Perlen und Kronen in Goldstickerei verziert.

## Verwendung

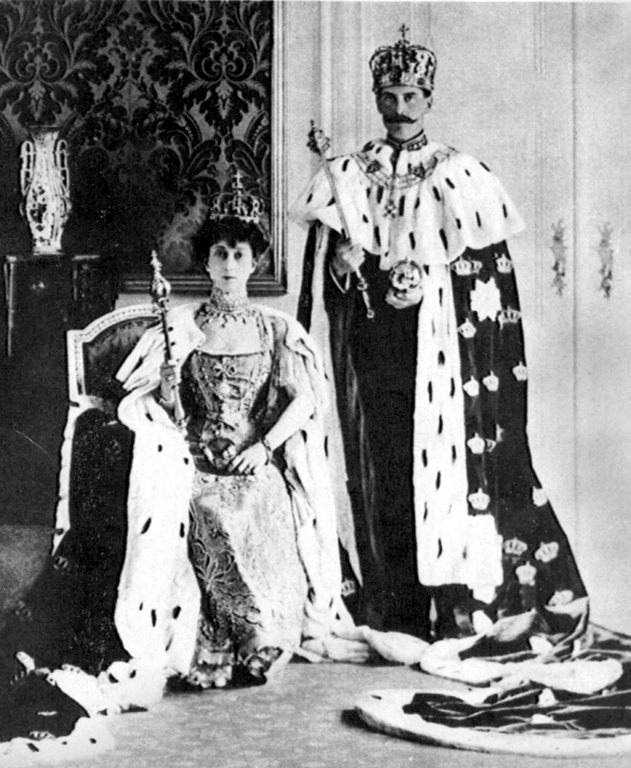
Håkon VII. mit der norwegischen Königskrone

Die Krone wurde zur Krönung von Karl III. Johan 1818 gefertigt, der zugleich als Karl XIV. Johann König von Schweden war und sie auf eigene Kosten anfertigen ließ. Deshalb entstand sie in Stockholm in der Goldschmiede-Werkstätte von Olof Wihlborg.
Bei allen vier Krönungen norwegischer Könige, die bis 1906 stattfanden, wurde die Krone eingesetzt. 1908 wurde die norwegische Verfassung geändert und die Vorschrift über die Krönung abgeschafft, was zugleich als Abschaffung der Krönung selbst verstanden wurde. Bei den folgenden Thronwechseln fanden stattdessen Segnungsgottesdienste im Nidarosdom statt. Dabei lag die Krone jeweils auf dem Hochaltar. Sie wird  weiter auch beim Staatsbegräbnis eines Monarchen eingesetzt und dabei auf dem Sarg platziert.
Die Krone ist seit dem 22. Juni 2006, dem 100 Jahrestag der Krönung von König Haakon VII. und Königin Maud, zusammen mit den übrigen Regalien im Erzbischöflichen Palast in Trondheim dauerhaft ausgestellt. Zuvor wurde sie im Tresor der Außenstelle Trondheim der Norges Bank aufbewahrt.